# Västra Torups socken
Västra Torups socken i Skåne ingick i Västra Göinge härad, ingår sedan 1974 i Hässleholms kommun och motsvarar från 2016 Västra Torups distrikt.
Socknens areal är 71,21 kvadratkilometer varav 66,85 land. År 2000 fanns här 602 invånare. Kyrkbyn Västra Torup med sockenkyrkan Västra Torups kyrka ligger i socknen.

## Administrativ historik
Socknen har medeltida ursprung. Namnet var före 27 augusti 1926 Torups socken. 
Vid kommunreformen 1862 övergick socknens ansvar för de kyrkliga frågorna till Torups församling och för de borgerliga frågorna bildades Torups landskommun. Landskommunen uppgick 1952 i Tyringe landskommun som 1974 uppgick i Hässleholms kommun. Församlingen uppgick 2022 i Tyringe församling.
1 januari 2016 inrättades distriktet Västra Torup, med samma omfattning som församlingen hade 1999/2000. 
Socknen har tillhört län, fögderier, tingslag och domsagor enligt vad som beskrivs i artikeln Västra Göinge härad. De indelta soldaterna tillhörde Norra skånska infanteriregementet, Västra Göinge kompani och Skånska husarregementet, Livskvadronen.

## Geografi
Västra Torups socken ligger väster om Hässleholm. Socknen är en småkuperad sjörik skogsbygd.

## Fornlämningar
Från järnåldern finns en domarring och stensättningar.

## Namnet
Namnet skrevs 1504 Torderp och kommer från kyrkbyn. Namnet innehåller mansnamnet Tord och torp, 'nybygge'..